# Rrasë
Rrasë is een plaats en voormalige gemeente in de stad (bashkia) Belsh in de prefectuur Elbasan in Albanië. Sinds de gemeentelijke herindeling van 2015 doet Rrasë dienst als deelgemeente en is het een bestuurseenheid zonder verdere bestuurlijke bevoegdheden. De plaats telde bij de census van 2011 1594 inwoners.

## Bevolking

### Religie
De grootste religie in Rrasë is de soennitische islam (57,26% in 2011).
| Plaats | Bevolking (2011) | Islam (%)    | Katholiek (%) | Orthodox (%) | Bektashisme (%) |
| ------ | ---------------- | ------------ | ------------- | ------------ | --------------- |
| Rrasë  | 1.594            | 913 (57,26%) | 3 (0,18%)     | - (-)        | - (-)           |